# 23. Kurentovanje (1983)
Kurentovanje 1983 je bil triindvajseti uradni ptujski karneval, 13. februarja, na pustno nedeljo.
Skupaj sta ga že enajsto leto zapored organizirala Folklorno društvo Ptuj in Turistično društvo Ptuj. Dopoldanskemu etnografskem prikazu z 23 izvirnimi liki (500 maskami) in več tisoč gledalci na mestni tržnici, je sledila popoldanska karnevalska povorka s približno 100 nastopajočimi kurenti na kateri se je zbralo blizu 30,000 obiskovalcev. In letos na karnevalski povorki niso nastopile posamične maske, ki so se za nagrade potegovale v soboto zvečer v ptujskem hotelu Poetovio. Veliko kritik je bilo tudi na račun skromne in brezidejne okrasitve mesta. Tudi domači peki, ki so spekli zelo malo krofov niso bili zadovoljni s ceno (10 din), Ptujski gostinci (12 din), v Podlehniku celo 15 din. 
Vstopnina za odrasle je stala 30 dinarjev, za najmlajše pa po 20 dinarjev, česar obiskovalci nikakor ne morejo sprejeti. V prodaji so bile tudi letos spominske značke (broške), ki pa tokrat niso veljale kot vstopnice.

## Spored

### Dopoldanski prikaz etnografskih likov na tržnici
Prikaz 23 etnografskih skupin se je zgodil ob 10. uri na mestni tržnici (Titov trg):
- 1. Pokači (Markovci, Podlehnik)
- 2. Kopjaši (Markovci)
- 3. Ples vil s kraljico (Zabovci)
- 4. Orači (Podlehnik)
- 5. Fašange (Draž pri Osijeku)
- 6. Pustni plesači (Pobrežje pri Vidmu)
- 7.  Perchtenlauf (Spital iz Avstrije)
- 8. Šrangarji (Obrež pri Ormožu)
- 9. Orači (Lancova vas)
- 10. Pustna baba (FS Oljka iz Šmartno ob Paki)
- 11.  Blumarji (Beneška Slovenija)
- 12. Steljajara (FS Šentanel iz Koroške)
- 13. Orači (Markovci)
- 14. Zvončari (Opatija iz Hrvaške)
- 15. Pustovi (Drežnica pri Kobaridu)
- 16. Klada (Spodnja Polskava)
- 17. Borovo gostüvanje (Beznovci v Prekmurju)
- 18. Kopanjarice (Markovci)
- 19. Piceki in kokotički (Markovci)
- 19. Maškure (Turčišće pri Čakovcu)
- 21. Rusa, Medved, piceki in drugi pustni liki (Markovci, Strmec pri Leskovcu)
- 22. Ploharji (Cirkovci)
- 23. Koranti (Markovci, Ptuj... in okolica)

### Popoldanski sprevod karnevalskih skupin po mestu
Ob 14. uri po mestnih ulicah:
- Dopoldanskim skupinam so se na etnografskem delu popoldanske karnevalske povorke pridružili še:

– Mali orači (Lancova vas), Mažuretke (Ljubljana)
- V karnevalskih maskah oz. pustnih šemah popoldanske karnevalske povorke pa so nastopale:

– Motorizirana in druga vozila delovnih organizacij, ptujske osnovne šole in pihalne godbe
– Iliri, Rimljani, Sloveni iz njihove dobe in ostale karnevalske maske

## Ostale prireditve
Tudi najmlajši so na pustni ponedeljek imeli otroško maškerado v Športni dvorani Mladika na Ptuju, ki ga je organiziralo društvo prijateljev mladine Ptuj z množico domiselnih mask, ki so se vrtele ob spremljavi ansambla Artiljerac, sladkali pa so se z slastnimi krofi in sokom.

## Nagrade
Komisija, ki je ocenjevala skupine je razdelila nagrade naslednjim skupinam takole:

### Karnevalske skupine
|                      | Karnevalske skupine                  | Nagrada         |
| -------------------- | ------------------------------------ | --------------- |
| 1. nagrada           | »Marionete« (TGA Kidričevo)          | 10.000 dinarjev |
| 2. nagrada (deljena) | Agis                                 | 8.000 dinarjev  |
| 2. nagrada (deljena) | Služba državnega knjigovodstva       | 8.000 dinarjev  |
| 2. nagrada (deljena) | Agrotransport                        | 8.000 dinarjev  |
| 3. nagrada (deljena) | »Paketi ZIS« (Mip)                   | 5.000 dinarjev  |
| 3. nagrada (deljena) | »Dinar pleše« (Emona Merkur)         | 5.000 dinarjev  |
| 3. nagrada (deljena) | MA Sestrže                           | 5.000 dinarjev  |
| 3. nagrada (deljena) | Delta                                | 5.000 dinarjev  |
| 3. nagrada (deljena) | Pleskar                              | 5.000 dinarjev  |
| 4. nagrada (deljena) | »Čistilna naprava« (KGP)             | 3.000 dinarjev  |
| 4. nagrada (deljena) | »Birokracija« (DS SO Ptuj)           | 3.000 dinarjev  |
| 4. nagrada (deljena) | »Pikado« (TOZD Elektronika)          | 3.000 dinarjev  |
| 4. nagrada (deljena) | »Pomanjkanje nafte« (Perutnina Ptuj) | 3.000 dinarjev  |
| 4. nagrada (deljena) | »Carina« (IMP Elektrokovinar)        | 3.000 dinarjev  |
| 4. nagrada (deljena) | DO Olga Meglič                       | 3.000 dinarjev  |
| 4. nagrada (deljena) | MA Moškanjci                         | 3.000 dinarjev  |
| 5. nagrada (deljena) | TOZD Kletarstvo Slovenske Gorice     | 2.000 dinarjev  |
| 5. nagrada (deljena) | Certus Ptuj                          | 2.000 dinarjev  |
| 5. nagrada (deljena) | MA Draženci                          | 2.000 dinarjev  |
| 5. nagrada (deljena) | MA Polenšak                          | 2.000 dinarjev  |
| 5. nagrada (deljena) | Vaščani iz Kozmincev                 | 2.000 dinarjev  |

### Posebej nagrajene skupine
- 2,500 dinarjev – OŠ Tone Žnidaršič (Mladika) za izvirnost in množičnost.
- 2,000 dinarjev – Mali orači iz Lancove vasi.
- 1,000 dinarjev – Klub mladih Ptuj.

## Trasa

### Mednarodna karnevalska povorka
- Dravska (start) – Trg svobode (Minoritski trg) – Krempljeva – Trg mladinskih delovnih brigad (Mestni trg) – Lackova – Trstenjakova –
 Hotel Poetovio – Osojnikova – Gregorčičev drevored – Potrčeva – Srbski trg (UE Ptuj) – Titov trg (mestna tržnica) – Miklošičeva –
 Trg mladinskih delovnih brigad (Mestni trg) – Krempljeva – Trg svobode (Minoritski trg) – Dravska (zaključek)

## Opomba
Ptujski Tednik je to Kurentovanje napačno navajal kot 22. karneval, kar preprosto ne drži, saj je bil v resnici to že 23. uradno organiziran karneval. Tednik ni upošteval že organiziranega, a odpadlega 20. Kurentovanja (1980). Organizirani, a odpadli dogodki prav tako štejejo v statistiko.
Drugače kot leta 1964, ko Kurentovanja niso organizirali. Tednik je to popravil leta 1984, ko je dogodek pravilno navedel kot 24. Kurentovanje.